# Cobamamide
Cobamamide (AdoCbl), conosciuta anche con il nome di adenosilcobalamina o dibencozide è, insieme alla metilcobalamina (MeCbl), una delle forme attive della vitamina B12. 
È utilizzato sia in campo medico che veterinario, dove viene utilizzato come anabolizzante, nei ritardi della crescita o di insufficienti o stentati incrementi ponderali. Trova impiego anche come ricostitutivo nella convalescenza, iporessia ed anoressia.
Usato anche come coadiuvante nelle epatopatie e neuropatie, come stimolante nella sindrome da fatica e con scarso rendimento negli animali atleti, come cavalli e cani.